# Ronald Roberts
Ronald C. Roberts Jr. (* 5. August 1991 in Bayonne, New Jersey) ist ein dominikanisch-US-amerikanischer Basketballspieler.

## Karriere

### High School und College
Roberts Eltern trafen sich in Portugal, wo beide professionell Basketball spielten. Nach dem Ende ihrer Spielerkarrieren zogen sie nach Bayonne, New Jersey, wo Roberts geboren wurden. Im Alter von drei Monaten zog er zu seinen Großeltern in die Dominikanische Republik, wo er bis zu seinem fünften Lebensjahr lebte. Im Anschluss zog er erneut nach Bayonne, wo er dieselbe Grundschule wie Shaquille O’Neal besuchte. Im Anschluss ging er zunächst zwei Jahre auf die High School seiner Heimatstadt, bevor er für den Rest seiner High-School-Zeit die St. Peter’s Preparatory School besuchte. Dort wurde er bereits in seinem ersten Jahr ins First Team All-County gewählt und verhalf seiner Mannschaft zum Sieg der County Championship. In seinem Senior-Jahr gelang ihm beides erneut, zusätzlich wurde er ins Third Team All-State gewählt.
Obwohl er ursprünglich seine College-Zeit am St. John’s University verbringen wollte, entschied er sich nach einem Trainerwechsel für die Saint Joseph’s University. Auch dort gelang es ihm, mehrere Auszeichnungen zu gewinnen. In seinen Freshman-, Sophomore- und Junior-Saisons wurde er zum Most Improved Player seiner Mannschaft gekürt. Zusätzlich wurde er in seinem Junior- und Senior-Jahr als Most Valuable Player der Mannschaft ausgezeichnet. Als Junior war er außerdem ins All-Atlantic 10 Third Team und the All-Big 5 First Team gewählt worden. In seinem Senior-Jahr gelang es seiner Mannschaft, die Meisterschaft in der Atlantic 10 Conference zu gewinnen, woraufhin er ins 2014 Atlantic 10 All-Tournament Team gewählt wurde.

### NBA Development League
Im NBA-Draft 2014 blieb Roberts unberücksichtigt. Er spielte zunächst für die Philadelphia 76ers und die Miami Heat in der Summer League und wurde auch von Philadelphia unter Vertrag genommen, aber schon kurz darauf wieder entlassen. Er spielte daraufhin für die Delaware 87ers, dem Farmteam Philadelphias, in der NBA Development League. Nach zwei Monaten wurde er zu den Santa Cruz Warriors transferiert. Nach nur zwei Spielen für das Team der Golden State Warriors wechselte er auf die Philippinen und spielte vier Spiele für die San Miguel Beermen.
Im Juli 2015 unterschrieb er einen kurzzeitigen Vertrag bei den Toronto Raptors, nachdem er in der Summer League bereits für das Team aufgetreten ist. Er spielte im Anschluss für das Farmteam Raptors 905 und wurde 2016 für das All-Star-Game berufen. Nach einer längeren Verletzungspause wurde er schließlich von den Raptors entlassen.

### Europa
Nachdem Roberts zunächst für die Milwaukee Bucks in der NBA-Summer-League auftrat, wechselte er in die Türkiye Basketbol Ligi zu Tofaş Spor Kulübü. Nach nur zehn Spielen verletzte er sich erneut und verließ das Team. Nach einem kurzen Engagement bei den Adelaide 36ers in der australischen National Basketball League, das bereits vor Saisonbeginn wieder gelöst wurde, unterschrieb Roberts bei Hapoel Jerusalem. In seiner ersten Saison ohne größere Verletzungsprobleme seit längerer Zeit verhalf er der Mannschaft zum Erreichen des Final-Four-Turniers der Ligat ha’Al, wo man gegen Hapoel Holon ausschied.
Roberts erhielt keinen Anschlussvertrag. Im Januar 2019 unterschrieb er beim deutschen Bundesligisten Science City Jena, der zu diesem Zeitpunkt im Abstiegskampf steckte, einen Vertrag bis zum Saisonende. Nach dem Abstieg des Vereins, für den er im Schnitt 14,2 Punkte und 6,3 Rebounds holte, wechselte er zum französischen Erstligisten Élan Sportif Chalonnais.

### Nationalmannschaft
Roberts lief 2014 während der Centrobasket für die Dominikanischen Republik auf. Er kam in sechs Partien zum Einsatz, die Mannschaft belegte am Ende des Turniers den dritten Platz. Nach fünf Jahren ohne Spielzeit in der Nationalmannschaft wurde er 2019 für zwei Qualifikationsspiele der Basketball-Weltmeisterschaft 2019 berufen. Er stand im Anschluss an die Qualifikation erst im erweiterten und anschließend auch im finalen Kader für die Weltmeisterschaft.